# Château Pédesclaux
Koordinaten: 45° 12′ 43,2″ N, 0° 45′ 23,8″ W

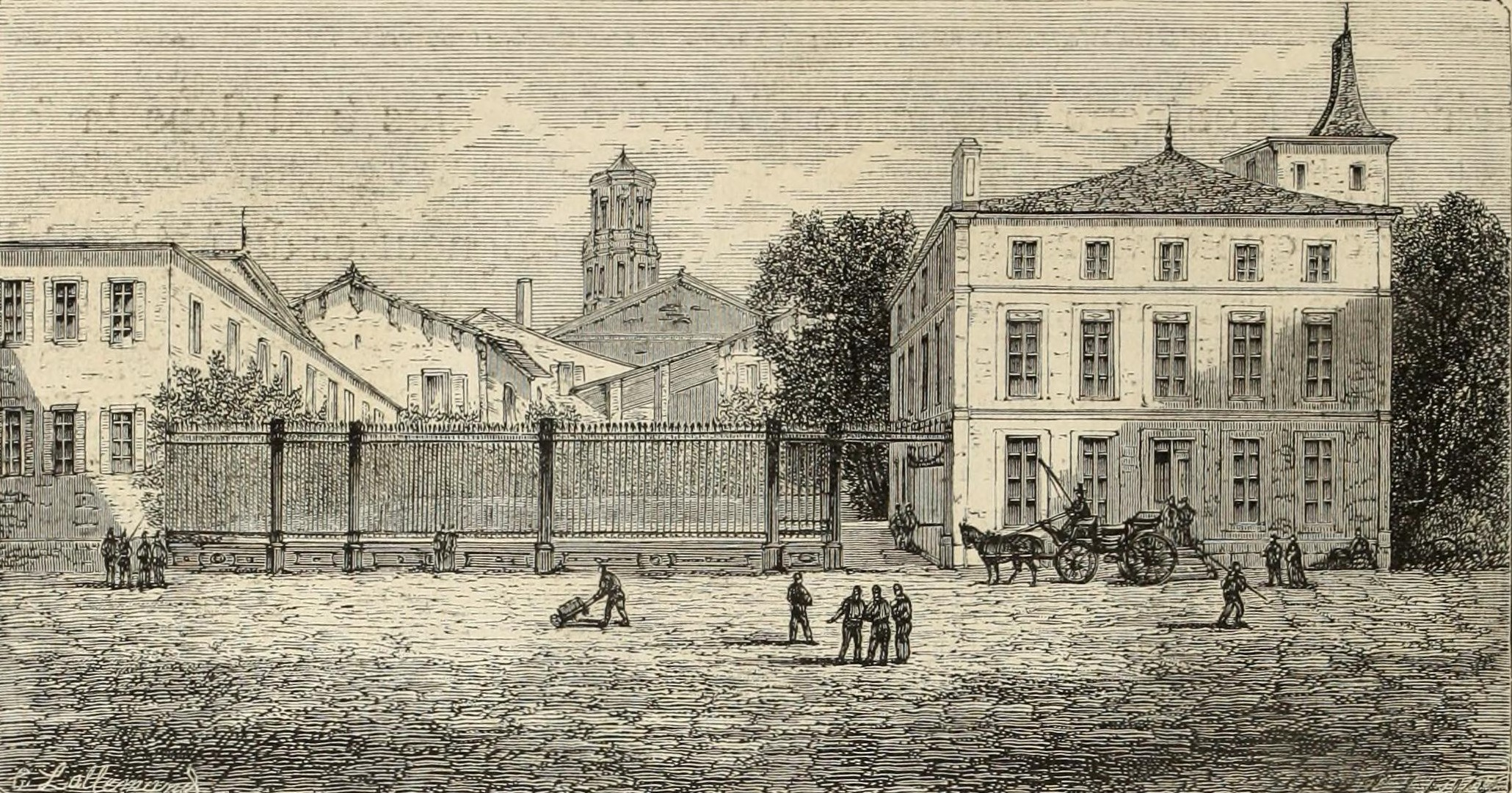
Château Pédesclaux

Das Château Pédesclaux ist ein wenig bekanntes Weingut im Anbaugebiet Bordeaux. Seit der Klassifikation von 1855 ist das Weingut als Cinquième Grand Cru Classé eingestuft (fünfte Stufe der Klassifikation). Das Gut liegt in der Appellation Pauillac.
Seit dem Jahr 1950 ist die Familie Jugla Besitzer des Guts. Im Jahre 1996 änderte sich die Direktion: Jean-Michel und Pierre Jugla mit Frau Brigitte sowie Denis Jugla führen die Geschäfte. Im Oktober 2009 verkaufte die Familie Jugla das Weingut über die Holding Ovalto Investissement an den Geschäftsmann Jacky Lorenzetti.
Von dem amerikanischen Weinkritiker Robert Parker wird das Gut mit der 1855er Einstufung als Fünftes Gewächs als „obskurstes Mitglied“ dieser Kategorie bezeichnet. Zitat (Parker, Bordeaux, Hallwag 2004, ISBN 3-7742-6580-1): „Das Leben ist zu kurz, um Pédesclaux zu trinken.“ Diese Einschätzung Parkers muss im Zusammenhang mit dem Zeitpunkt des Urteils und der Vorliebe Parkers für einen bestimmten Weintyp gesehen werden. Sie wird aber auch von anderen Kritikern geteilt. Der kleine Johnson (2006) schreibt: „5. Cru auf dem Niveau eines Cru bourgeois“. Seit die Erben das Château übernahmen, wurde viel in die Qualität des Weines investiert. Seit 2000 ist eine deutliche Verbesserung festzustellen, die auch schon von einigen Weinkritikern anerkannt wird. Ovalto Investissement möchte die eingeschlagene Qualitätspolitik fortführen. Château Pédesclaux wird vom Önologen Jacques Boissenot sowie dessen Sohn Eric begleitet und beraten.
Die Anbaufläche des Gutes beträgt 46 Hektar: 44 Hektar in der Appellation Pauillac und 2 Hektar in der Appellation Haut-Médoc. Der Weinberg ist mit den vier klassischen Rebsorten des Bordelais bestockt: 47 % mit Cabernet Sauvignon, 48 % mit Merlot, 3 % mit Petit Verdot und 2 % mit Cabernet Franc.
Produziert werden drei Weine: Château Pédesclaux, der Grand Vin in der Appellation Pauillac, Fleur de Pédesclaux, der Zweitwein in der Appellation Haut-Médoc sowie Le Haut-Médoc de Pédesclaux aus den zwei Hektar in der Appellation Haut-Médoc sowie freiwillig herabgestuften Beständen der Appelation Pauillac.